# Gracixalus nonggangensis
Espèce
Gracixalus nonggangensis est une espèce d'amphibiens de la famille des Rhacophoridae.

## Répartition
Cette espèce est endémique du Guangxi en République populaire de Chine,.

## Description
Les mâles mesurent de 29,9 à 35,3 mm et les femelles de 33,6 à 38,0 mm.

## Étymologie
Son nom d'espèce, composé de nonggang et du suffixe latin -ensis, « qui vit dans, qui habite », lui a été donné en référence au lieu de sa découverte, le réserve nationale naturelle de Nonggang.

## Publication originale
- Mo, Zhang, Luo, Zhou & Chen, 2013 : A new species of the genus Gracixalus (Amphibia: Anura: Rhacophoridae) from southern Guangxi, China. Zootaxa, no 3616, p. 61-72.